# Cettiidae
Cettiidae — родина дрібних співочих птахів ряду горобцеподібних. Містить 32 види.

## Поширення
Представники родини поширені в Європі, Африці, Азії та Океанії. Мешкають у відкритих лісах та чагарниках.

## Опис
На вигляд дрібні, короткі птахи (7-16 см завдовжки). Хвіст від помірних довгих до довгих розмірів, лише в Urosphena і Tesia крихітні хвости, які не виходять за межі крил. Забарвлення, зазвичай, невиразне, над оком часто проходить лінія.
Живуть серед чагарників. Живляться комахами.

## Систематика
Традиційно групу включали до підродини очеретяничних (Acrocephalinae) родини кропив'янкових (Sylviidae). У 2006 році декілька родів виділено у родину Cettiidae. Інколи представників родини приєднують до Scotocercidae.

### Роди
- Війчик (Abroscopus) — 3 види
- Широкохвістка (Cettia) — 4 види
- Horornis — 13 видів
- Phyllergates — 2 види
- Тезія (Tesia) — 4 види
- Рудоголовий скриточуб (Tickellia) — 1 вид
- Очеретянка-куцохвіст (Urosphena) — 5 видів